# Andrea Germer (Japanologin)
Andrea Germer (* 1965) ist eine deutsche Japanologin und Herausgeberin.

## Leben
Andrea Germer studierte Japanologie, Politikwissenschaften und Germanistik an der Albert-Ludwigs-Universität Freiburg, der Ruprecht-Karls-Universität Heidelberg sowie an der Ruhr-Universität Bochum. Auslandsstudien durchlief sie 1989 bis 1990 an der Universität Kōbe und 1997 an der Ritsumeikan-Universität in Kyōto.
1996 bis 1996 war Germer Mitarbeiterin im Netzwerk Frauen- und Geschlechterforschung NRW des Landes Nordrhein-Westfalen.
2001 schrieb Andrea Germer an der Ruhr-Universität Bochum ihre Dissertation zum Thema Historische Frauenforschung in Japan. Die Rekonstruktion der Vergangenheit in Takamure Itsues „Geschichte der Frau“ (Josei no rekishi).
Vom 1. September 2001 bis 30. Juni 2007 arbeitete Germer beim Deutschen Institut für Japanstudien (DIJ), wo sie in den Bereichen Gender Studies und Frauengeschichtsschreibung in Japan, Internationale feministische Theorie und Soziale Bewegungen arbeitete und publizierte. Anschließend war sie  Dozentin für Japanologie und Leiterin der Ostasienabteilung an der School of Modern Languages, Newcastle.
Von 2011 bis 2017 war sie Associate Professor für Gender und Kulturwissenschaften an der Graduate School of Integrated Sciences (Universität Kyūshū).
Seit 2017 hat sie den Lehrstuhl I am Institut für Modernes Japan der Heinrich-Heine-Universität Düsseldorf inne.

## Schriften
- Historische Frauenforschung in Japan. Die Rekonstruktion der Vergangenheit in Takamure Itsues „Geschichte der Frau“ (Josei no rekishi) (= Monographien aus dem Deutschen Institut für Japanstudien. Band 35). Iudicium, München 2003, ISBN 3-89129-504-9 (zugleich Dissertation 2001 an der Universität Bochum).
- mit Andreas Moerke (Hrsg.): Grenzgänge. (De)Konstruktion kollektiver Identitäten in Japan (= Japanstudien. Jahrbuch des Deutschen Instituts für Japanstudien. Band 16). Judicium, München 2004, ISBN 3-89129-379-8 (eingeschränkte Vorschau in der Google-Buchsuche).
- Staat und Nation. Zum Verhältnis von Feminismus und Nationalstaat in Japan. 1918–1945. In: Peter Backhaus (Hrsg.): Japanstudien. Nr. 19. Familienangelegenheiten, Iudicium, München 2007, S. 21–48 (online, PDF; 200 kB)
- mit Barbara Holthus: Danjo fubyōdō to wāku raifu baransu. Doitsu ni okeru shakai henka to shōkoka mondai (男女平等とワーク・ライフ･バランス ― ドイツにおける社会変化と少子化問題 = Gender Inequalities and Work-life Balance. Social Change and Low Fertility in Germany) (= DIJ [Deutsches Institut für Japanstudien] Working Papers. Nr. 08/1). Tōkyō 2008 (dijtokyo.org (Memento vom 28. Dezember 2013 im Internet Archive) [PDF; 676 kB]).
- mit Ilse Lenz, Brigitte Hasenjürgen (Hrsg.): Wechselnde Blicke: Frauenforschung in internationaler Perspektive. VS Verlag für Sozialwissenschaften, 1996, ISBN 3-8100-1490-7.